# Antoine Hamilton

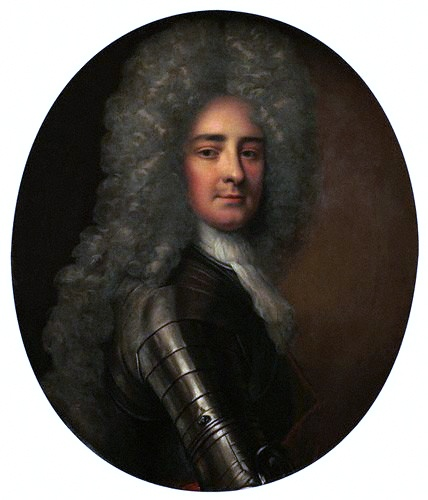
Porträtt målat av okänd konstnär.

Antoine (ursprungligen Anthony) Hamilton, född omkring 1646 på Irland, död 1720 i S:t Germain-en-Laye, var en irländsk-fransk författare av skotsk släkt, sonson till den 1:e earlen av Abercorn.
Hamilton kom vid unga år till Frankrike, omtalas 1673 som kapten i franska armén och sysslade då som sådan med värvningar i Limerick, blev 1685 av Jakob II utnämnd till guvernör i Limerick samt väckte då stort uppseende genom att offentligen besöka den katolska mässan. Hamilton stred efter Jakobs avsättning för dennes sak på Irland, bland annat i slaget vid Boyne 1690, och tillbringade sedan sin återstående levnad som en bland de mera bemärkta medlemmarna av Jakobs och den äldre pretendentens hov i S:t Germain-en-Laye. 
Hamilton gjorde sig känd som skicklig stilist genom sina parodiska contes, förlöjligande tidens uppstyltade fesagor, samt vann litterär berömmelse genom redigeringen av sin svåger greve Philibert de Gramonts memoarer. Dessa Mémoires du Comte de Gramont (1713, många gånger omtryckta) anses väsentligen vara Hamiltons verk, utmärker sig genom en synnerligen elegant språkbehandling samt innehålla massor av värdefullt kulturhistoriskt materiel. Hamiltons Contes de féerie utgavs av Lescure (4 band, 1873-74), hans samlade arbeten av Champagne (2 band, 1825).